# Philip E. Converse
Philip Ernest Converse (* 17. November 1928 in Concord, New Hampshire; † 30. Dezember 2014 in Ann Arbor, Michigan) war ein amerikanischer Soziologe, Politikwissenschaftler und Meinungsforscher. Er fungierte von 1960 bis 1989 als Professor an der University of Michigan, an der er von 1986 bis 1989 das Institute of Social Research leitete. Zu seinen bekanntesten und einflussreichsten Werken zählt eine 1960 zusammen mit anderen Autoren unter dem Titel The American Voter veröffentlichte Analyse des individuellen Stimmverhaltens von Wählern bei politischen Wahlen in den USA.

## Leben
Philip Converse wurde 1928 in Concord, New Hampshire geboren und erlangte 1949 an der Denison University einen Bachelor-Abschluss, ein Jahr später an der State University of Iowa einen M.A.-Abschluss in englischer Literatur sowie 1956 einen zweiten M.A. in Soziologie an der University of Michigan, an der er 1958 auch promoviert wurde. An der Universität von Paris erwarb er darüber hinaus 1956 einen Abschluss in Frankreichstudien.
Danach wurde er Studiendirektor sowie später Programmdirektor am Survery Research Center der University of Michigan, an der er von 1960 bis 1963 als Assistant Professor für Soziologie, von 1963 bis 1965 als Associate Professor für Politikwissenschaften und von 1965 bis 1989 als Professor für Soziologie und Politikwissenschaften fungierte. Von 1986 bis 1989 war er Direktor des Institute of Social Research der Universität. Anschließend leitete er bis 1994 das Center for Advanced Study in the Behavioral Sciences  an der Stanford University.
Philip Converse war verheiratet und wurde Vater von zwei Söhnen. Er starb Ende 2014 in Ann Arbor, Michigan.

## Wissenschaftliches Wirken
Philip Converse veröffentlichte 1960 zusammen mit Angus Campbell, Warren E. Miller und Donald E. Stokes mit der Monografie The American Voter eine Analyse des individuellen Stimmverhaltens von Wählern bei Präsidentschafts- und Kongresswahlen in den Vereinigten Staaten, die bis in die Gegenwart als eines der einflussreichsten Werke der Wahlforschung gilt. Schwerpunkte seiner Forschung waren insbesondere der Einfluss der Parteiidentifikation, der Ideologie und der Religion eines Menschen auf sein Wahlverhalten sowie im Bereich der vergleichenden Politikwissenschaft die Gesetzgebung und das Wählerverhalten in Frankreich. In den Jahren 1980/1981 leitete er als Präsident die Internationale Gesellschaft für Politische Psychologie sowie 1983/1984 die American Political Science Association.

## Auszeichnungen
Die Denison University (1974) und die University of Chicago (1979) verliehen Philip Converse einen Ehrendoktortitel. Darüber hinaus wurde er 1969 in die American Academy of Arts and Sciences, 1973 in die National Academy of Sciences und 1988 in die American Philosophical Society aufgenommen.

## Werke (Auswahl)
- The American Voter. New York 1960
- The Nature of Belief Systems in Mass Publics. In: David Apter (Hrsg.): Ideology and Discontent. New York 1964, S. 206–261
- Elections and the Political Order. New York 1966
- The Human Meaning of Social Change. New York 1972
- The Quality of American Life: Perceptions, Evaluations, and Satisfactions. New York 1976
- Political Representation in France. Cambridge MA 1986